# Charmois-l’Orgueilleux
Charmois-l’Orgueilleux – miejscowość i gmina we Francji, w regionie Grand Est, w departamencie Wogezy.
Według danych na rok 1990 gminę zamieszkiwało 557 osób, a gęstość zaludnienia wynosiła 16 osób/km² (wśród 2335 gmin Lotaryngii Charmois-l’Orgueilleux plasuje się na 555. miejscu pod względem liczby ludności, natomiast pod względem powierzchni na miejscu 36.).